# Señal de reloj

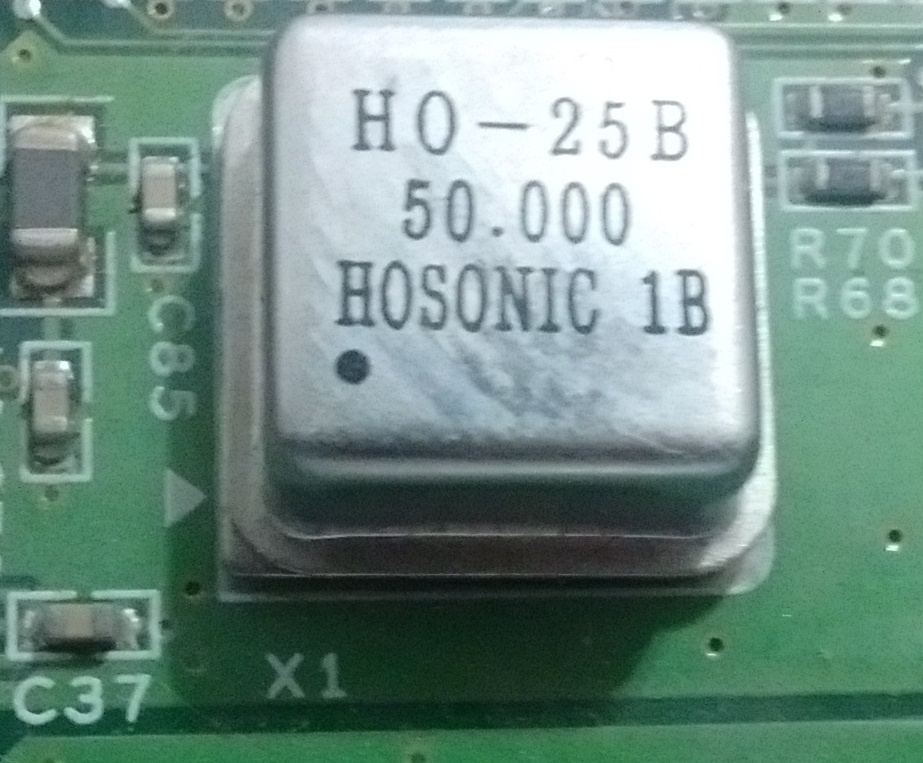
Generador de señal de reloj HO-25B, de 50Mhz. Posee una salida de niveles lógicos de 3.3V compatible con familias lógicas HCMOS y TTL.

Una señal de reloj (en inglés clock signal, o simplemente clock) es en la electrónica digital una señal binaria, que sirve para coordinar las acciones de varios circuitos, en especial para la sincronización de biestables en sistemas digitales complejos. Según su aplicación, la señal de reloj se puede repetir con una frecuencia predefinida o también ser aperiódica.
En los casos en los que hay una señal de reloj, suele darse por medio de un generador de reloj. La señal oscila entre un estatus alto y bajo, que se caracteriza por un período de oscilación o bien por un valor de cambio, la frecuencia de reloj y el ciclo de trabajo.
Los circuitos que utilizan la señal de reloj para sincronizarse, pueden, según su construcción, basarse en el flanco ascendente o en el descendente de la señal (en el caso de DDR se utilizan ambos flancos).
En hojas técnicas y diagramas a la señal de reloj se le suele describir como CLK. 
La mayoría de circuitos integrados complejos requieren una señal de reloj, para sincronizar diferentes partes del chip y equilibrar los retrasos de las puertas. Dado que los chips son cada vez más complejos, es cada vez más difícil proveer de una señal de reloj precisa y homogénea en todos los sitios. Ejemplo ilustrativo de este problema son los microprocesadores, componente central de los ordenadores modernos. Para los transistores se suele indicar la frecuencia, hasta la que es posible amplificar una pequeña señal. Ésta suele ser diez veces mayor a la frecuencia de reloj.

## Frecuencia de reloj de los procesadores
Bajo el término frecuencia de reloj se da a entender el ritmo con el que se tramitan los datos en un ordenador, y se especifica en hercios. Dado que la frecuencia de los procesadores modernos alcanza los miles de millones de hercios, las cantidades suelen representarse con la ayuda de prefijos como giga (G) para miles de millones y mega (M) para millones (mientras que para los sistemas embebidos aún es frecuente hablar de kHz). Por ejemplo, una frecuencia de reloj de 1 GHz significa un período de reloj de un nanosegundo. El flujo de datos de un procesador resulta de la frecuencia de reloj y del flujo de datos en su conexión con la memoria principal. Las prestaciones de cálculo (medidas por ejemplo en MIPS o en FLOPS) no sólo depende de la frecuencia de reloj, sino también de la arquitectura de todo el procesador. Incluso aquellos procesadores que utilizan el mismo conjunto de instrucciones, pueden contar con prestaciones muy diferentes a pesar de tener la misma frecuencia de reloj, motivadas, por ejemplo, por la cantidad de IPC (instrucciones por ciclo), por características propias del fabricante (por ejemplo, ampliaciones de SIMD) o por el ya mencionado flujo de la memoria. El flujo de IPC especifica cuantas instrucciones puede ejecutar un procesador gracias a hacerlas en paralelo. Un procesador con un flujo de IPC mayor, consigue por ello más operaciones de cálculo por cada ciclo de reloj y calcula de forma más rápida.